# 卡萨诺阿洛约尼奥
卡萨诺阿洛约尼奥（義大利語：Cassano allo Ionio），是意大利科森扎省的一个市镇。总面积154平方公里，人口17553人，人口密度114.0人/平方公里（2009年）。ISTAT代码为078029。